# オペル・シントラ
シントラ（Sintra ）とは、ゼネラルモーターズ（GM）がオペルブランドで製造、販売していたミニバンのこと。「シントラ」という名称は、発音しやすい単語をコンピュータにリストアップさせ、そこから決定した。ポルトガルの都市「シントラ」とは無関係である。イギリスではボクスホールブランドで販売され、「ボクスホール・シントラ」の名称で販売された。

## 概要
ヨーロッパ市場向けに開発され、1996年から販売開始。
第2世代の「GM・Uプラットフォーム」を採用した大型MPV（ミニバン）。左右の後部ドアはスライド式で、異なるシートアレンジが可能だった。
シントラは特に第2世代Uプラットフォームのショートホイールベース版をベースに開発され、同じようにショートホイールベース版のUプラットフォームを共有した「シボレー・ベンチャー」や「ポンティアック・トランスポート」および「モンタナ」、「オールズモビル・シルエット」と基本的に共通のエクステリアとなっている。生産もこれらと同じくジョージア州で行われた。
しかし、エンジンはシボレー・ベンチャーなどと違うものが採用された。ラインナップは以下の通り。
- 2.2L直4DOHC 141ps/202N・m
- 3.0LV6DOHC 201ps/260N・m
- 2.2L直4ターボディーゼル 117ps/260N・m

ディーゼルは最終生産年のみラインナップされ、394台のみの製造となった。
発売されたシントラは他のオペル車より完成度や品質が低く、ヨーロッパ市場では顧客から「低性能」「低品質」という評価を受けた。イギリスに至っては、2001年のJDパワーによる顧客満足度調査により、調査対象182台中の182位、つまり「イギリスで最悪の車」という結果が出るほどだった。それらに対する改善は、内装の布地を変更する（1997年）程度の部分的な対応に過ぎなかった。
ユーロNCAPにおいても、1998年モデルに正面衝突実験を行なった際に、キャビンの構造が不安定なため、衝突時にステアリングがエアバッグと一緒にはずれ落ち、ドライバーに致命的な首の怪我を負わせる可能性があるという欠陥が発覚した。そのため、側面衝突実験で比較的好成績を出したものの、評価は星2.5という低い結果に終わった。
これらのことからシントラの評価は発売後から落ち続け、生産は1999年に打ち切られることとなった。以後、オペルブランドからは大型MPVが発売されず、GMもこのクラスの車種をヨーロッパ市場で発売しなくなった。
日本へはヤナセがサンプルとして数台輸入しただけで、正規輸入・販売はされなかった。